# 零秒出手 (漫畫)
《零秒出手》（BUZZER BEATER）為井上雄彥創作的日本漫画作品。繼《灌籃高手》後，再次以籃球為題材並且於日本運動電視頻道「Sports-i ESPN」（現在的「J SPORTS」）的官網上以全彩色漫畫的方式加以連載、為當時相當稀少的Web Comic（全80話）。
接著在《月刊少年Jump》上再次連載並且單行本化、2005年2月在WOWOW、2007年7月在日本電視台也加以動畫化。2010年1月18日在台灣Channel V上播出中文配音版。2014年2月10日起，在衛視電影台播出。
日文標題的「BUZZER BEATER」是指在比賽結束的蜂音器響起時，同時得分的意思。

## 故事大綱
西曆2xxx年、由地球創造出來的籃球已經遍佈全宇宙了、但最頂尖的的宇宙聯盟卻只有外星人，反而地球選手是一個都沒有。為了打破這個狀況的大富翁老人・吉宗投入自己的財產計畫要設立只有地球人的最強隊伍。這群集合在一起的地球人中則有一位在街頭長大的孩子秀吉……

## 登場人物
田中 秀吉 ( たなか ひでよし)
PG（控球後衛） 背號1
年齢：14歳　身高：160cm→170cm（之後身高有長高、最終回中，已經高到適合控球後衛的身高了）　体重：54kg
藍色長髮少年。因為看中吉宗宣佈成為地球隊正式成員的契約金1億圓的公告而參加選秀會並且合格進入。但卻是以將來受到期待的「次世代」成員身分而合格。在還在街頭時，會找大人對手挑戰籃球來賺錢。雖然14歳，但卻是個有稀有才能的人。在地球選拔隊中因為相信自己是最好的而從未懷疑過、所以態度相當自大。性格也像孩子般相當任性、從街頭到隊伍中都是氣氛製造者。每次有事時都會和嘉嘉吵嘴。途中自己的身高還超過嘉嘉。而從在街頭時的就有的小弟、安迪和雷尼都叫他「老大」來表示他們的仰慕、本人也把他們兩個視為「家人」一樣的重要。
實際上是個擁有優秀身體天賦的葛爾星人（動畫中則是和地球人的混血兒）、成長期的特徴則是會因為頭痛而煩惱著。另外也因為這件事大受打擊、於是後來和DT一起離開地球隊。為了不要讓戈魯爾星人的特徵跑出來而帶著頭巾。　
嘉嘉
SG（得分後衛） 背號2
年齢：15歳　身長：165cm　体重：49kg
吉宗的孫女。在地球選拔隊選秀會時、向馬爾挑戰投籃而獲勝，因此正式成為隊中的一員。作為射手有相當一流的實力、還擁有能從中場投籃的能力。在小宇宙聯盟中，在投進就能加十分的特別投籃中還兩次投進過。稱呼吉宗為「爺爺」。有著不服輸的性格。和秀吉會互相競爭。
DT
PG 背號9
年齢：21歳　身長：188cm　体重：82kg
地球隊中的第一控衛。只要由他打控衛就能讓其他選手發揮比平常更優秀的能力、因為就像是讓大家在夢中打球一樣、而將通稱他為Dream Time的綽號加以縮寫成DT。本名不明。其天下第一的才能，讓他在隊伍中都是擔任領導者。是最能理解秀吉的人。性格雖然看來穩健，但好像有帶女人到宿舍的事情。對於美麗的馬爾太太也立刻就看上了眼、在知道萊斯利的真面目時，還默默地微笑著似乎天生就是個喜歡女人的人。
對於籃球相當熱情、因為不想用葛爾星人的能力，而以成為第一個進入宇宙聯盟的地球人為目標、所以把自己的角給折斷而讓他的身體能力因此落後並且以地球人的身份來打籃球。但因為秀吉知道自己是葛爾星人而離開地球隊後、向他說出自己也是一樣的身分而跟著離開。為了不要讓葛爾星人的特徵跑出來而戴著帽子。
伊旺
C（中鋒） 背号55
年齢：15歳　身長：211cm　体重：128kg
巨大的身材和長的像猩猩的臉，而被秀吉叫他大叔、實際上他只有15歳。是R州最強聯盟RBA的火鍋王。地球選拔隊的選秀會開始時，就和秀吉在一起。為了成為地球隊正式成員、而向摩挑戰相撲但卻輸給了他。不過讓摩說出他有著大關的威力。
馬爾
SG 背号7
年齢：27歳　身長：198cm　体重：100kg
本名　犬丸貢。雖然被稱為射手機器，但精神上卻比較軟弱、有著很快就會生氣起來及會因為壓力而輸球等人性面的天才射手。擁有在賭上日本隊能否參加奧運的比賽中、落後兩分的情況下得到三次的罰球機會、在前兩球都沒進之下、決定要拼最後一球搶籃版但卻投進而輸球的痛苦過去。地球選拔隊的選秀會中、因為秀吉的打噴嚏影響自己的專注力而輸給嘉嘉。
地球隊中唯一有老婆的人。和美麗的太太及三個孩子住一起。相當溺愛子女。
羅斯
PG 背号8
年齢：23歳　身長：191cm　体重：80kg
比賽中會將自己的紫色頭髮綁成三個結。由於自我意識太強而容易興奮起來、對於秀吉的大話也會有所反應。作為PG的實力相當足夠、但因為DT的存在而甘願在他之下。
在動畫中衣服和私人物品大部分都是紫色的。比賽中也多以小前鋒的身份出場。
漢
PG 背番号5
年齡：25歳　身長：208cm　体重：108kg
個子很高且留著一頭的藍色雞冠頭及綠色馬尾，擁有華麗打扮的PG。總是戴著眼鏡且說話都用敬語。因為其冷靜的判斷力和華麗的技能而成為地球隊一員、但在決定No.1PG戰中輸給DT。
動畫版中原來是警察，但受到吉宗的邀請、辭職而加入地球選拔隊中。
孟
C 背号35
年齡：27歳　身長：220cm　体重：138kg
本名　孟泳德。原來是位相撲選手並且也在國際相撲中得到橫綱位置的特別選手。因為他的身材及優秀的才能讓他成為一名超大型的中鋒。接受伊旺的挑戰並且贏過伊旺。
動畫版中是蒙古出身的相撲選手、但因為吉宗的用優厚條件來邀請他而轉為籃球選手。
萊斯利
背号21
年齡：21歳
被選入地球選拔隊，有著藍色短髮的高個子選手。在選秀會時躲了起來、實際上是位女性，在小宇宙聯盟與史瓦羅斯隊打友誼賽時說出這件事營。以唯一挑戰過宇宙聯盟的女性選手阿畢爾為目標而打籃球。在球衣底下一直穿著襯衫。
動畫中的設定有很大的差異、原來並不是地球隊一員。而是以賭錢來比賽為目的的地下聯盟中叫作Smoky Queen隊的明星選手。因為她的球隊敗給地球隊、於是因為Loser penalty（地下聯盟的特有規則，就是敗者要接受勝者要求的規則）而被要求加入到地球隊中。動畫版中，在過去就認識DT但認識過程不明。
阿夫羅
在決定地球隊NO.1PG的比賽中，以PG身分出場、但被DT看破他不是專門打這個位置的球員。所以被認為是打SG、但詳細不明。
地球隊的成員。就像名字一樣留著一頭爆炸頭。練習比賽中，被DT所戲弄而讓他臉上無光。
吉宗
年齡：77歳
地球隊負責人。對於籃球是地球所創造但卻沒有半個地球人在大宇宙聯盟而感到可惜、於是決定創立地球選拔隊要來來打入大宇宙聯盟的老人。公告出只要成為地球隊的成員就能得到一億圓。
動畫中是和宇宙聯盟的創立有關的重要人物。
麗茲‧瑪德克（動畫版原創人物）
地球隊的女教練，對於管理指揮球隊相當有一套。
真正的身分是葛爾星人，也是公牛隊的老闆瑪德克的女兒。
阿畢爾
小宇宙聯盟、史瓦羅斯隊的女性選手，手異常的長、身體能力也相當優秀。是首位女性的宇宙選手、因為周遭都是喜歡的男性而讓她似乎在比賽中無法集中。當時還是新人時，在休息室中推倒庫瑪，但被他逃走。至今還帶著庫瑪的照片。
裘瑪
年齡：19歳
宇宙聯盟、公牛隊的選手。葛爾星人。因為長時間支配宇宙聯盟的裘丹宣佈要引退、所以被認為是現在最接近他的選手。由於被阿比魯推倒過而有了心理創傷、所以聽到阿畢爾的名字就想吐。
朱利安（動畫版原創人物）
小宇宙聯盟、音速隊成員。是個紅髮少年、有著「J」的稱號並且是隊中的王牌。
祖奇尼（動畫版原創人物）
小報記者、喜歡到處挖頭條新聞並且把得到的消息加以扭曲成不同的事實。
曾因為他寫的新聞讓秀吉一度離開地球隊，也積極想要找到秀吉生父的獨家消息。
將軍（動畫原創人物）
天才球員，本名不詳。個性豪放不羈且打扮像是日本武士，不但是裘瑪的老師也是秀吉的生父。
雖然球技出眾，但在聯盟設立後，卻從未上場過，只有當教練時的零星照片。
因為調停地球和葛爾星的戰爭並且提出創立大宇宙聯盟的點子，而被稱為將軍。

## 用語
籃球
由地球所生的運動。和現在的籃球及基本規則都一樣、但背號只有個位數、有個投進就能得十分的特別投籃、可以由女性和男性加起來組成一隊、也是特異點之一。
宇宙聯盟
全宇宙中最高籃球聯盟。所屬的選手盡是戈爾魯星人。其標誌很像NBA的標誌、但標誌裡面的籃球選手有長出戈爾魯星人的角、左下角寫有「宇宙」的日文。工作服等隊伍就屬於這個聯盟。
小宇宙聯盟
宇宙聯盟的下部組織聯盟、也被叫作小聯盟。地球隊（動畫原創）、音速隊（動畫原創）、史瓦羅斯隊即屬於這個聯盟。
地下聯盟（動畫原創）
在牛郎星系所舉辦的籃球比賽的稱呼。由所賭的球隊來進行地下比賽。那些因為吃藥、鬧事而無法成為正式選手的選手們都會來到這裡打球。比起官方聯盟，其打法更加粗暴且也多少容許有犯規的情形。SmokeQueen隊即屬於這個聯盟。
葛爾星人
有著優異運動能力、身体能力的外星人。長的和地球人很像、只是頭上長出兩隻角。隨著14歳～15歳成長期間，會有運動能力、身体能力急速上昇的三個月時間。成長期間、男性的話會有強烈的頭痛而生出兩隻角出來。折斷角的話並不會死、但會失去優秀的能力。庫馬、秀吉和DT都是葛爾星人。漫画中、秀吉因為到了成長期、運動能力和身体能力有飛躍的性的上昇、但也為了強烈的頭痛而苦惱。另外、DT則是有著決定自己折斷角、以地球人身分加入宇宙聯盟的目標的過去。
地球選拔隊
只有地球人的隊伍。由吉宗將他們集合起來。球衣為藍色（水藍色）和白色所組成、上面寫著「地球」的日文。
摩斯・史瓦羅斯隊
以摩斯星為主場的小宇宙聯盟頂尖球隊。球衣為白和綠所組成。
Smoky Queen（動畫原創）
地下聯盟的隊伍。萊斯利為隊中成員。被叫作「染血的女王」而有許多粗暴的打法、也不怕犯規。沒有任何和他們對戰過而沒事的隊伍。因為擅於使許多小手段而讓他們沒在主場上輸過、但卻被地球隊打敗。然後在主場比賽時會使用比平常更重的球和更輕的球、也會根據重量來換球員。球衣為深藍和紅所組成。
公牛隊
宇宙聯盟隊伍。庫瑪為隊中成員。在動畫中的球衣為紅、黑和白所組成、和灌籃高手的湘北高中球衣很像。
戴菲爾德・音速（動畫原創）
小宇宙聯盟的頂尖隊伍。朱利安為隊中成員。球衣為黃色和黑所組成。

## 單行本
- 1997年　Jump Comic Deluxe（集英社）全4卷

| 冊數 | 集英社     | 集英社             |
| 冊數 | 發售日期   | ISBN               |
| ---- | ---------- | ------------------ |
| 1    | 1997年7月  | ISBN 4-08-858771-5 |
| 2    | 1997年12月 | ISBN 4-08-858772-3 |
| 3    | 1998年4月  | ISBN 4-08-859016-3 |
| 4    | 1998年7月  | ISBN 4-08-859034-1 |

- 1999年　PlayStation Comic 全2卷

| 冊數 | 索尼互動娛樂  | 索尼互動娛樂         |
| 冊數 | 發售日期      | JAN                  |
| ---- | ------------- | -------------------- |
| 前篇 | 1999年5月27日 | JAN 4-948-87219006-0 |
| 後篇 | 1999年5月27日 | JAN 4-948-87219007-7 |

- 2005年　Jump Comices 全2卷（動畫化時的新裝版）

| 冊數 | 集英社       | 集英社             |
| 冊數 | 發售日期     | ISBN               |
| ---- | ------------ | ------------------ |
| 1    | 2005年2月4日 | ISBN 4-08-873730-X |
| 2    | 2005年2月4日 | ISBN 4-08-873731-8 |

## 動畫版
2005年在WOWOW上映、2007年在日本電視台上映續集。
和原作的設定及話數有很大的不同、有許多像是吉宗親自搜索召募地球隊的隊員、DT和萊斯利參加地球隊的時間比其他成員還晚、參加小宇宙聯盟等不同點。

### WOWOW版
2005年2月5日在WOWOW上映。之後發售DVD-BOX和單集DVD全4巻

#### STAFF
- 原作/監修：井上雄彦(集英社｢週刊少年Jump｣刊)
- 企画：井上宗隆(I.T.Plannning)
- 系列構成：大和屋曉
- 角色設定：宮繁之
- 機械設定：水村良男
- 標題設定：下山真吾
- 美術監督：宮野隆
- 色彩設計：飯島孝枝
- 攝影監督：本阿彌光平
- CG導演：豊丸利恵
- 編集：柳田美和
- 音樂：亀山耕一郎
- 音響監督：なかのとおる
- 音響効果：浦畑将 横澤由美子(サウンドガーデン)
- 錄音製作：HALF H･P STUDIO
- 音樂製作人：高畑裕一郎
- 音樂制作/協力:avex mode
- 助理製作人：浄園祐
- 製作人：大石祐道
- 導演：宮繁之
- 製作著作：TMS Entertainment

#### CAST
- 秀吉：瀧本富士子(日本)；何志威(台灣)
- 嘉嘉：小林沙苗(日本)；黃珽筠(台灣)
- DT：上田祐司(日本)；李景唐(台灣)
- 漢：中尾隆聖(日本)；何志威(台灣)
- 羅斯：藤田大助(日本)；官志宏(台灣)
- 伊旺：稻田徹(日本)；李景唐(台灣)
- 孟：中田讓治(日本)；何志威(台灣)
- 馬爾：小杉十郎太(日本)；官志宏(台灣)
- 萊斯利：淺川悠(日本)；黃珽筠(台灣)
- 艾迪：飯塚雅弓(日本)；黃珽筠(台灣)
- 雷尼：伊藤實華(日本)；陶敏嫻(台灣)
- 裘瑪：子安武人(日本)；官志宏(台灣)
- 麗茲(教練)：勝生真沙子(日本)；陶敏嫻(台灣)
- 吉宗：石森達幸(日本)；官志宏(台灣)
- 朱利安：陶山章央(日本)；官志宏(台灣)
- 阿畢爾：陶敏嫻(台灣)

#### 各集標題
| 話数 | 標題          | 劇本     | 分鏡       | 導演     | 作畫監督 |
| ---- | ------------- | -------- | ---------- | -------- | -------- |
| 1    | THROW IN      | 大和屋暁 | 宮繁之     | 宮繁之   | 宮繁之   |
| 2    | TRANSITION    | 大和屋暁 | 宮繁之     | 宮繁之   | 宮繁之   |
| 3    | Chucker       | 大和屋暁 | 名村英敏   | 野上和男 | 小山知洋 |
| 4    | PG            | 大和屋暁 | 殿勝秀樹   | 名村英敏 | 名村英敏 |
| 5    | Tip off       | 大和屋暁 | 石山タカ明 | 上野史博 | 松川哲也 |
| 6    | Charging      | 大和屋暁 | 殿勝秀樹   | 殿勝秀樹 | 小山知洋 |
| 7    | SIXTH MAN     | 大和屋暁 | 石山タカ明 | 名村英敏 | 名村英敏 |
| 8    | FAST BREAK    | 大和屋暁 | 大庭秀昭   | 辻太輔   | 飯飼一幸 |
| 9    | TRIPLE DOUBLE | 大和屋暁 | 殿勝秀樹   | 殿勝秀樹 | 小山知洋 |
| 10   | J             | 大和屋暁 | 石山タカ明 | 上野史博 | 宮繁之   |
| 11   | HANG TIME     | 宇多公人 | 上野史博   | 名村英敏 | 名村英敏 |
| 12   | CLUTCH SHOT   | 清水章央 | 殿勝秀樹   | 殿勝秀樹 | 飯飼一幸 |
| 13   | BUZZER BEATER | 清水章央 | 石山タカ明 | 上野史博 | 小山知洋 |

#### 主題曲
- 片頭曲
  - 「ヒデヨシのテーマ」龜山耕一郎

- 片尾曲
  - 「鮮やかなもの(Acoustic Version)」小事樂團

### 日本電視台版
從2007年7月3日到同年9月25日，在日本電視台上上映續集。角色依然沒變、但一些工作人員有所改變。

#### STAFF
- 原作者/監修：井上雄彦
- 監督/角色設定：宮繁之
- 系列構成：大川俊道
- 機械設定：水村良男
- 美術監督：宮野隆、村上良子
- 色彩設計：飯島孝枝
- 音樂：亀山耕一郎
- 音響監督：なかのとおる
- CG導演：植田秀蔵
- 撮影監督:郷博
- 編輯：佐野由里子
- 動畫制作：TMS Entertainment
- 製作著作：BUZZER BEATER PROJECT（D.N. Dream Partners、集英社、TMS Entertainment、日本電視台）

#### CAST
- 秀吉：瀧本富士子(日本)；何志威(台灣)
- 嘉嘉：小林沙苗(日本)；黃珽筠(台灣)
- DT：上田祐司(日本)；李景唐(台灣)
- 吉宗：石森達幸(日本)；官志宏(台灣)
- 教練：勝生真沙子(日本)；陶敏嫻(台灣)
- 孟：中田讓治(日本)；何志威(台灣)
- 馬爾：小杉十郎太(日本)；官志宏(台灣)
- 漢：中尾隆聖(日本)；何志威(台灣)
- 羅斯：藤田大助(日本)；官志宏(台灣)
- 伊旺：稻田徹(日本)；李景唐(台灣)
- 雷尼：伊藤實華
- 萊斯利：淺川悠
- 安迪：飯塚雅弓
- 庫瑪：子安武人
- 朱利安：陶山章央
- 艾多卡：高木涉
- 庫羅耶：真殿光昭
- 古雷亞：千葉紗子(日本)；陶敏嫻(台灣)
- 祖奇尼：宇垣秀成(日本)：李景唐(台灣)
- 將軍：何志威(台灣)

#### 各集標題
| 話数 | 標題            | 劇本       | 分鏡     | 導演          | 作畫監督                                   |
| ---- | --------------- | ---------- | -------- | ------------- | ------------------------------------------ |
| 1    | OUT OF BOUNDS   | 大川俊道   | 宮繁之   | 宮繁之        | 宮繁之                                     |
| 2    | FOUL TROUBLE    | 大川俊道   | 宮繁之   | 宮繁之        | 宮繁之                                     |
| 3    | NUMBER PLAY     | 古怒田健志 | 中村哲治 | 中村哲治      | （総監督）宮繁之 （監督）福島豊明 臼田美夫 |
| 4    | COAST TO COAST  | 古怒田健志 | 辻大輔   | 辻大輔 宮繁之 | （総監督）宮繁之 （監督）日置正志 臼田美夫 |
| 5    | STEAL           | 大川俊道   | 名村英敏 | のがみかずお  | （総監督）宮繁之 （監督）小林利光          |
| 6    | ONE ON ONE      | 大川俊道   | 名村英敏 | のがみかずお  | （総監督）宮繁之 （監督）臼田美夫          |
| 7    | TRASH TALK      | 大川俊道   | 殿勝秀樹 | 殿勝秀樹      | （総監督）宮繁之 （監督）小山知洋          |
| 8    | HAND-CHECKING   | 古怒田健志 | 宮繁之   | 宮繁之        | （総監督）宮繁之 （監督）平山智            |
| 9    | ALL COURT PRESS | 古怒田健志 | 名村英敏 | のがみかずお  | （総監督）宮繁之 （監督）小山知洋 臼田美夫 |
| 10   | TRANSITION GAME | 古怒田健志 | 名村英敏 | のがみかずお  | 宮繁之                                     |
| 11   | BRICK           | 大川俊道   | 中村哲治 | 殿勝秀樹      | 宮繁之                                     |
| 12   | TURNOVER        | 大川俊道   | 宮繁之   | 殿勝秀樹      | （総監督）宮繁之 （監督）平山智            |
| 13   | JAM             | 大川俊道   | 宮繁之   | のがみかずお  | 宮繁之                                     |

#### 主題曲
- 片頭曲
  - 「ヒデヨシのテーマ "SC"」龜山耕一郎

- 片尾曲
  - 「HOME」Pay money To my Pain

## 外部連結
原作關連
- ::: INOUE TAKEHIKO ON THE WEB ::: （页面存档备份，存于）（原作者官網）（日語）
  - BUZZER BEATER on line comic｜:::INOUE TAKEHIKO ON THE WEB ::: （页面存档备份，存于）（所公開的原作）（日語）

動畫（1季，WOWOW版）
- BUZZER BEATER 官方網站 （页面存档备份，存于）（TMS Entertainment）（日語）
- BUZZER BEATER (avex movie)

動畫（2季，日本電視台版）（日語）
- BUZZER BEATER 官方網站 （页面存档备份，存于）（日本電視台）（日語）

動畫（1、2期連續放映）
- BUZZER BEATER 官方網站 （页面存档备份，存于） (TOKYO MX)（日語）
- 《零秒出手》官方網站[永久]（Channel V）